# Франческо Лоредан
Франческо Лоредан (італ. Francesco Loredan) — 116-й венеційський дож у 1752—1762 роках.

## Біографія
Належав до старовинного патриціанського роду. Старший син Андреа Лоредан з гілки Санто-Відаль та Катерини Грімані. 1711 року розпочав державну кар'єру при Великій раді. У 1721—1735 роках він був членом колегії мудрих з питань материку (північноіталійських володінь Республіки). У 1735—1751 роках входив до Ради старійшин. З 1747 по 1749 рік перебував на посаді генерального суперінтенданта в Пальманові, замінивши свого молодшого брата Леонардо Лоредана, який помер на службі. У заключному звіті він наголосив на необхідності збільшення громади, яка налічувала лише 2000 мешканців, та покращення місцевої торгівлі шляхом запровадження свободи пересування та продажу зерна, а також заохочення місцевої шовкової промисловості. По поверненню до Венеції знову почав обіймати церемоніальні та середньопрестижні посади та зблизився з консервативною фракцією у Великій раді.
1750 року як речних Ради старійшин брав участь у  перемовинах з папою римським Бенедиктом XIV щодо долі Аквілейського патріархату, якого домагався імператора Франц I.

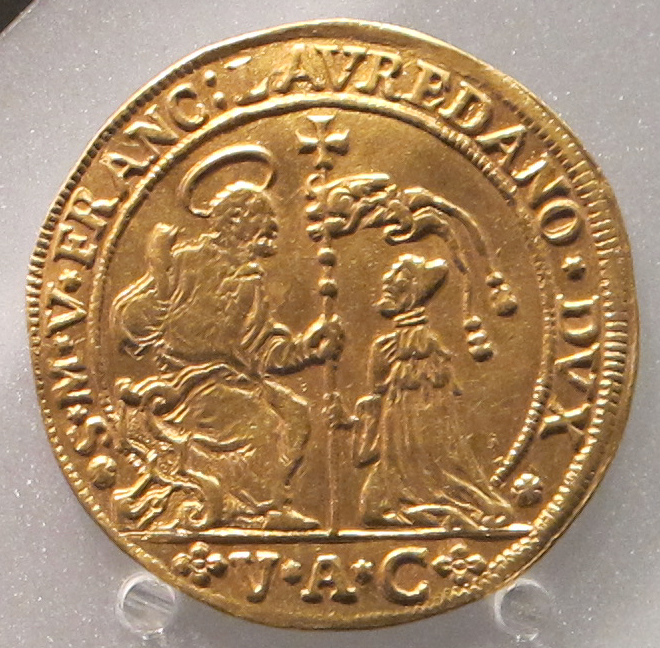
Медаль золота озелла Франческо Лоредана

Його було обрано дожем 18 березня 1752 року, але оголошення було здійснено 6 квітня, відкладено через Великдень. На той момент дожа втратив майже всю свою владу, і він швидко адаптувався до цієї нової ситуації. Витрати на виборчі бенкети дорівнюються 38 600 дукатам (з них 2310 для оркестру, 7635 для частування, 5800 пожертвувано народу та 2140 арсеналоттам). У 1752 році він витратив  на дожеські справи 117 тис. дукатів, 1758 року — майже 43 тис. дукатів. 
Підтримував політику нейтралітету під час Семирічної війни, чим спричинив невеликий економічний бум, який розпочався приблизно в 1756 році. Нейтралітет дозволяв венеційським купцям торгувати на величезних ринках без конкурентів. Поразка Франції навіть дозволила Венеції стати важливим ринком східних спецій. Разом з тим запеклим торгівельним конкурентом стала Рагузька республіка.
У 1759 році Лоредан був нагороджений Золотою Трояндою папи римського Климента XIII на дяку за те, що 1758 року дож переконав Сенат скасувати своє рішення стосовно заборони на виконання папських булл чи доручень без схвалення колегії.
Однією з найбільших проблем у внутрішній політиці того часу було зіткнення між консерваторами та реформаторами, що тривало з 1755 до 1762 року. Останні хотіли суттєво реформувати Республіку та прагнули провести внутрішні реформи, насамперед повернути повноваження Ради десяти. Консервативні патриції змогли заблокувати ці плани та 1761 року ув'язнили або заслали лідерів реформаторів, насамперед Анджело Кверіні. Дож не хотів виявляти прихильність до однієї чи іншої сторони, тому він залишався повністю пасивним і обмежував свою підтримку лише тим, щоб полегшити життя переможній стороні, тим самим втрачаючи шанс змінити долю республіки. 
Він спроектував реконструкцію комерційних карт територій та країн у залі Сала делло Скудо в палаці дожів та портрети останніх сорока шести дожів у залі Сала Скрутініо. Лоредан також замовив фреску Джузеппе Анджелі на частині шляхетської підлоги родинного палацу в Сан-Стефано. 
Помер 19 травня 1762 року. Похорон відбувся 25 травня, його поховали в базиліці Санті Джованні-е-Паоло. На той час його дохід все ще перевищував 118 000 дукатів. У власності був палац Лоредан, дві будівлі у сестьєре Сан-Стефано, в Сан-Бассо, у різних сестьєре Венеції та Маццорбо було щонайменше 76 будинків і магазинів, багато будівель, сільськогосподарських угідь і полів у Маргері, Меоло, Полезіні (Канда, Ангіллара Венета, С. Мартіно ді Венецце, Ровіго, Бадія Полезіне, Полеселла), Падуані (Монтаньяна, Циттаделла, Пйове ді Сакко, Альтік'єро), Тревізано (Монастьє, Конельяно, Асоло), Вінчентіно, Вероні, Фріулі та Істрії. Особливо важливі вілли та землі були в Стра, Канда та Новента-Вісентіна.